# Ilex obovata
Ilex obovata är en järneksväxtart som beskrevs av D.M.Hicks. Ilex obovata ingår i släktet järnekar, och familjen järneksväxter. Inga underarter finns listade i Catalogue of Life.